# The Special Collectors Edition
The Special Collectors Edition è un album discografico di raccolta del gruppo inglese Blur, pubblicato nel 1994. Il disco contiene le B-sides della band tratte dai singoli dei primi tre album in studio.

## Tracce
1. Day Upon Day (Live at Moles Club, Bath, 19 December 1990) – 4:03
2. Inertia – 3:48
3. Luminous – 3:12
4. Mace – 3:25
5. Badgeman Brown – 4:47
6. Hanging Over – 4:27
7. Peach – 3:57
8. When the Cows Come Home – 3:49
9. Maggie May – 4:05
10. Es Schmecht – 3:35
11. Fried (featuring Seymour) – 2:34
12. Anniversary Waltz – 1:24
13. "Threadneedle Street" – 3:18
14. Got Yer! – 1:48
15. Supa Shoppa – 3:02
16. Beard – 1:45
17. Theme from an Imaginary Film – 3:34
18. Bank Holiday – 1:10

## Formazione
- Damon Albarn – voce, tastiere, chitarre
- Graham Coxon – chitarre, cori, voce
- Alex James – basso, cori
- Dave Rowntree – batteria